# Mehdi Zana
Mehdî Zana (ur. 20 grudnia 1940 w Silvan, Turcja) – były polityk turecki pochodzenia kurdyjskiego.

## Życiorys
Zana zaczynał pracę jako krawiec w rodzinnym mieście Silvan po ukończeniu szkoły podstawowej. W 1963 został członkiem Partii Robotniczej w Turcji (tur. Türkiye İşçi Partisi, TİP). Dwa lata później został szefem oddziału partii w Silvan.
W 1978 został wybrany na pierwszego niezależnego burmistrza Diyarbakır z ramienia partii socjalistycznej. Po przewrocie wojskowym w Turcji (1980) został uwięziony jako więzień polityczny w więzieniu wojskowym w Diyarbakır. W niewoli przebywał przez 16 lat. Po uwolnieniu wyjechał do Szwecji, następnie zaś do Niemiec, by powrócić do Turcji w 2004.
W tureckich więzieniach spędził łącznie ponad 15 lat swojego życia (rok w 1967, 3 lata w okresie między 1971 a 1974, 11 lat między 1980 a 1991 oraz prawie rok między 1994 a 1995).
W czasie przebywania w więzieniu odmawiał mówienia w języku tureckim, posługiwał się jedynie swoim rodzimym językiem kurdyjskim.
Przebywając w więzieniu po swoim trzecim wyroku (lata 1980–1991) opublikował pięć książek: „Bekle Diyarbekir", „Vahsetin Gurlugu", „Evina Dile min", „Sevgili Leyla" oraz „Zelal, Yeniden dogus".
Prywatnie od 1975 jest mężem Leyly Zany, mają dwójkę dzieci.

## Twórczość
- Bekle Diyarbakır (1991)[5]
- Evîna dilê min (1993)[6]
- Sevgili Leyla Uzun Bir Sürgündü O Gece (1995)[6]
- La prison no 5 : onze ans dans les geôles turques (1995) – książka opisująca pobyt Mehdiego w tureckim więzieniu[7][8]
- Me helal bikin (2000)
- Çarşiya Siliva (2002)[6]
- Parastina min (2004)
- Ay dayê (2005)[6]
- Postal darbelerıyle uyanmak (2006)
- Wait Diyarbakir: Account of Kurdish Struggle Told by Mehdi Zana (2013)[9]